# Szomália
Szomália, hivatalos nevén Szomáliai Szövetségi Köztársaság (szomáli: Jamhuuriyadda Federaalka Soomaaliya) egy Magyarországnál csaknem hétszer nagyobb ország Kelet-Afrikában, az ún. Afrika szarván. A polgárháború és a szeparatisták tevékenysége következtében Szomália valójában hosszú időre megszűnt mint állam, és több részre esett szét. 2012 óta központi politikai vezetéssel rendelkezik, és Mogadishuban új, ideiglenes alkotmányt fogadtak el, amely Szomáliát föderációként határozta meg.  A felkelők viszont továbbra is ellenőrzésük alatt tartják Szomália középső és déli területének nagy részét,  és befolyást gyakorolnak a kormány által ellenőrzött területeken, ahol Dzsilib  városa a felkelők de facto fővárosa.
A világ legkevésbé fejlett országai közé tartozik, amit az olyan nemzetközi rangsorolásokban elért helyezése is mutat, mint az egy főre jutó GDP vagy az emberi fejlettségi index.

## Földrajz

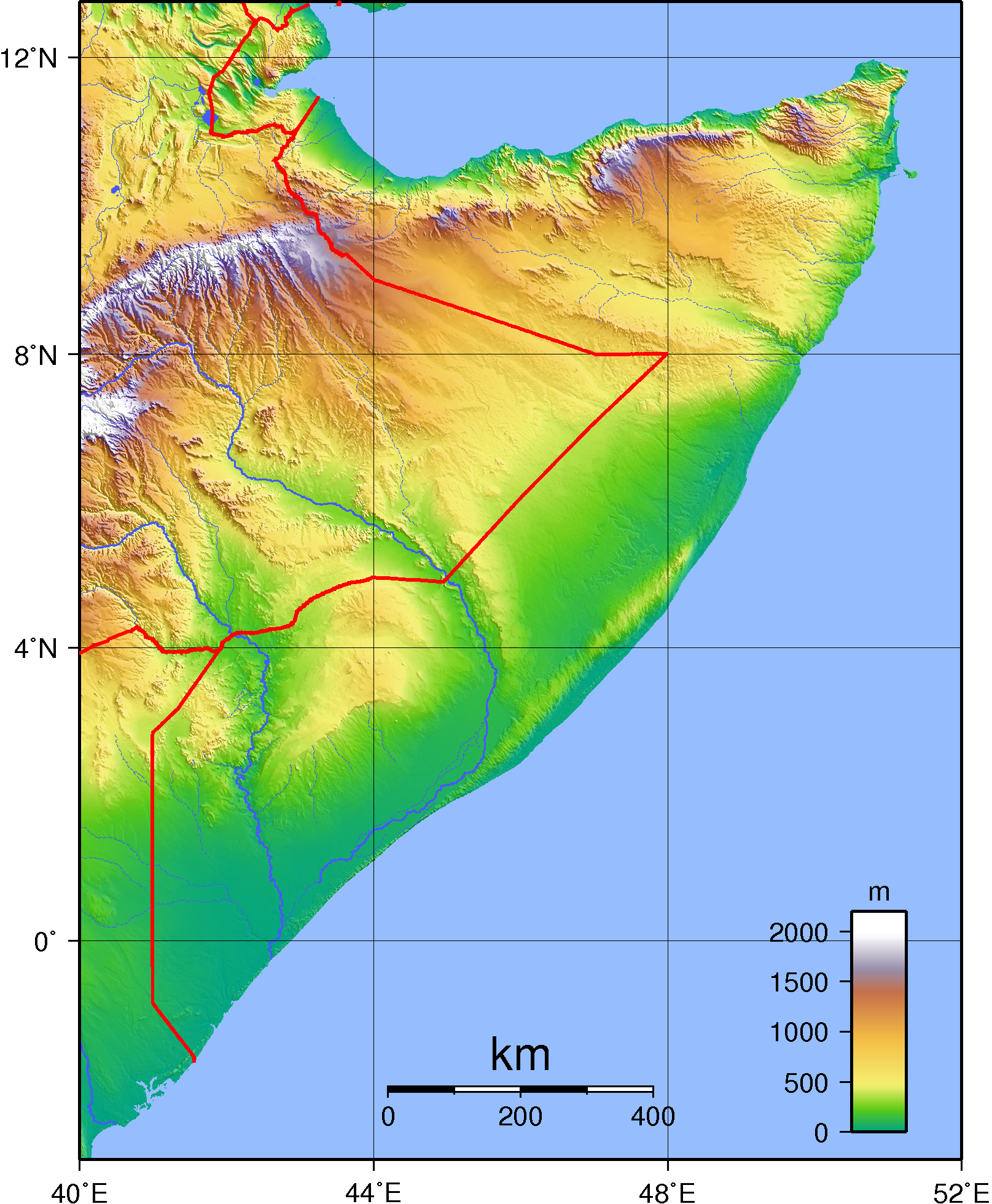
Szomália domborzati térképe

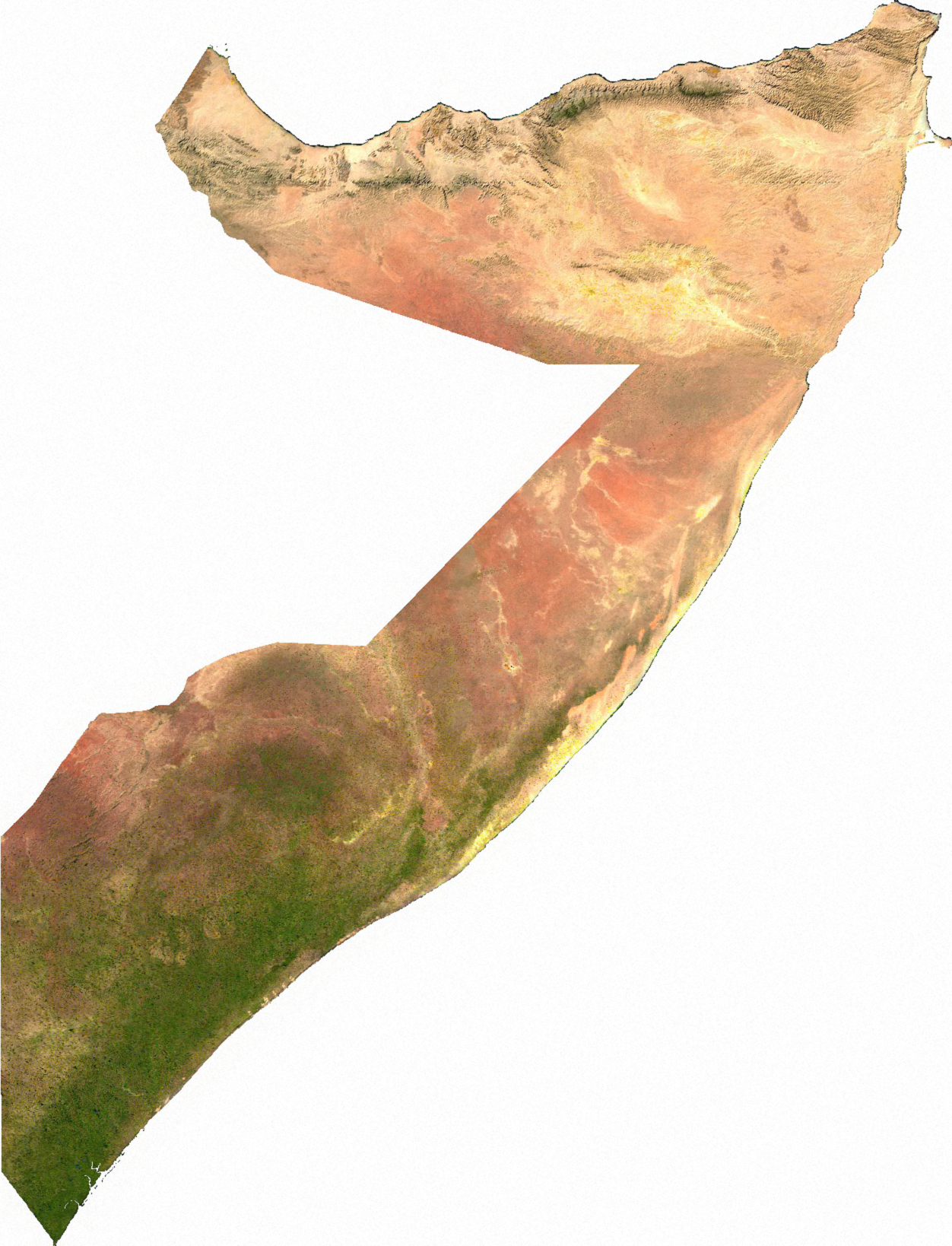
Az ország műholdas képe

Területének északi részét a tengerpartról lépcsőzetesen emelkedő félsivatagos hegyvidék jellemzi. Az Indiai-óceán partját déli irányban kiszélesedő szavannás síkság kíséri.

### Éghajlata
Éghajlata trópusi sivatagi és félsivatagi. (A Köppen-osztályozáson: BWh, BSh.) Az évi csapadék mennyiség Mogadishuban 430 mm, Boosaaso-ban évi 20 mm.
Az északi és középső területek rendkívül szárazak, a déli rész valamivel több csapadékot kap. A hőség olykor elviselhetetlen. A magasabban fekvő belső vidék éghajlata már kellemesebb. Az Egyenlítőhöz való közelsége miatt éghajlatánál nincs sok szezonális változás, de négy évszak különböztethető meg főleg a csapadék alapján:
- decembertől márciusig tart a Jilal, forró, és egyben az év legszárazabb évszaka,
- áprilistól júniusig a Gu, az esős évszak,
- júliustól szeptemberig a második száraz évszak, a Xagaa ("Hagaa"),
- októbertől decemberig tart a rövidebb esős évszak, a Dayr.

### Domborzat
- Guban: Az Ádeni-öböl partján fekvő, keskeny (2–12 km), sivatagos tengerparti síkság északnyugat-Szomáliában, Zeila és Berbera városok között.
- Észak-szomáli-hegyvidék (Medzsurtin): az Etióp-magasföldből kinyúlva az ország északi részén, nyugat-keleti irányban húzódik, az etióp határtól Afrika szarváig. Több tagból áll. Itt található az ország legmagasabb pontja: Shimbiris (Shimbir Beris, 2460 m)[13]
- Szomáli-felföld vagy fennsík: fokozatosan lejt az Indiai-óceán (kelet) felé, és az ország középső részén a Mudug-síkságot alkotja. Egyik fontos része a Nugaal-völgy, melyet számos időszakos folyó szel át. A fennsík dél felé lejt, és egy lankás dombvidékbe (Haud [Hawd]), majd a Mudug síkságába megy át. [14]
- Szomália déli felén széles feltöltött síkság húzódik.

### Élővilág
Az ország száraz; legnagyobb részét alacsony, bozótos felföldek alkotják. A Guban területén örökzöld vegetáció jellemző, de itt száraz az éghajlat, a fű foltszerűen nő. Jellemző növények az akácia, a tüskés cserjék, az aloe, a baobab és a tömjénfa. Az északi hegyvidéken örökzöld fák és cserjék élnek, az alacsonyabb részeken ritkás erdőket is alkotnak. A Szomáli-felföld fás, bokros, füves térség, sok helyen erősen elsivatagosodott a túllegeltetés miatt. 

### Vízrajz
Legnagyobb folyója az Etiópia felől érkező Dzsubba (Jubba), amely az ország déli végében, Kismaayo mellett ömlik az Indiai-óceánba. Másik állandó folyója a Shebelle, amelyik szintén Etiópiából érkezik, majd megközelíti a szomáliai fővárost, ezután élesen délnyugat felé fordul. Utána időszakossá válik, vize általában elfogy, de az esős időszakokban eléri a Dzsubba folyót.

### Környezet
A túllegeltetés és a faszén növekvő termelése hozzájárul a terület elsivatagosodáshoz. 
Számtalan illegális szemétlerakóhely jön létre; a főváros régiójában a szemetet egyéni vállalkozók gyűjtik össze, aztán a saját telkükön elégetik vagy elássák. A közösségi területek (piacok, vágóhidak, kórházak) nem rendelkeznek szennyvízkezelő rendszerrel, csak nagyon ritkán (éttermek, üzletek) gyűjtik a szennyvizet és szállítják el tartálykocsikkal. Az emésztőgödröket többnyire nem ürítik; ha megtelik, csak betemetik és újat ásnak. 
Sok más ország Szomália partjai közelében szórja az óceánba a különösen veszélyes hulladékát, emiatt az itt élő tengeri állatok jelentős része kipusztult.

### Nemzeti parkok
Szomáliában korábban nemzeti parkok és természetvédelmi területek kiterjedt rendszere létezett. A mai állapotról, a volt nemzeti parkok tényleges helyzetéről keveset tudni, de nem valószínű, hogy a hadviselő felek különös figyelemmel lennének a természeti értékekre.

## Történelem

### A gyarmatosítás előtt
Lehetséges, hogy ezen a területen feküdt az ókori egyiptomiak által Punt néven ismert vidék. Egy része a 2–7. században az Etiópiai Királysághoz tartozott. Az arabok a 7. században telepedtek le a partvidéken, míg a szomáliak a 9. században kezdtek a területére bevándorolni. 1200 és 1500 között virágoztak különböző szomáli városállamok és királyságok. Északnyugat-Szomáliában az Adal Szultánság (szomáliak, afarok és hararék többnemzetiségű állama) uralkodója 1520-tól kezdve meghódította Etiópia háromnegyedét, aztán vereséget szenvedett az egyesült etióp-portugál csapatoktól 1543. február 21-én. Az Adzsuran Szultánság a 14. és a 17. század között virágzott. Adal és Ajuuraan összeomlása után a 17. században új városállamok virágoztak fel.

### Gyarmati kor
A 19. században északi része brit, déli része pedig olasz közigazgatás alá került. A gyarmati időszakban is folytatódott a szomáli törzsek egymás közti küzdelme. Iszlám szekták szerveződtek, amelyek közül volt, amelyik fegyverrel harcolt a gyarmatosítók ellen, mások az erőszakmentes ellenállást választották.
A második világháborúban átmenetileg az olaszok elfoglalták egész Szomáliát, majd brit csapatok Kenyából kiindulva elfoglalták egész Olasz Kelet-Afrikát (Szomáliát és Etiópiát). Mindkét oldalon harcoltak szomáli katonák is. A háború után nem csak a brit, de az olasz gyarmati uralmat is helyreállították.

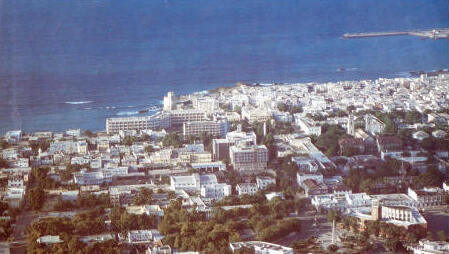
A polgárháborút megelőzően Mogadishu az "Indiai-óceán partjának drágaköve volt.".

### A független Szomália
Az állam 1960-ban nyerte el függetlenségét, az egykori Brit Szomáliföld és Olasz Szomáliföld egyesítéseként. 1969. október 15-én meggyilkolták Abdi Rasid Ali Sermarke köztársasági elnököt. Hat nappal később Sziad Barre (1910–1995) tábornok vezetésével a katonaság és a rendőrség puccsal magához ragadta a hatalmat, és létrejött a Szomáli Demokratikus Köztársaság. 1970-ben szocialista fejlődési irány és államosítások kezdődtek. Az 1974–75-ös szárazság óriási éhínségeket okozott. Az 1970-es évek közepétől 1988-ig Etiópiával véres háborút vívott (lásd: Ogadeni háború). A háborút rosszul készítették elő, Szomália nem kapott külső támogatást, míg Etiópiát a Szovjetunió és Kuba támogatta. Szomália katonai vereségét gazdasági összeomlás követte, majd a rezsim minden támogatóját elvesztve az Etiópia által támogatott különböző fegyveres ellenállási csoportok egyidejű támadása miatt megbukott.
1982-ben határháború robbant ki Etiópia és Szomália között (etióp–szomáli határháború).

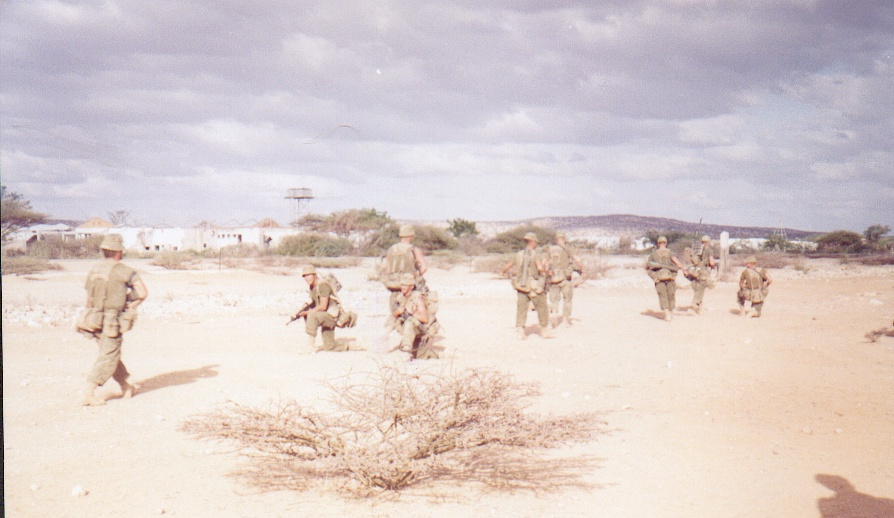
Kanadai békefenntartók bevetésen az országban, 1992.

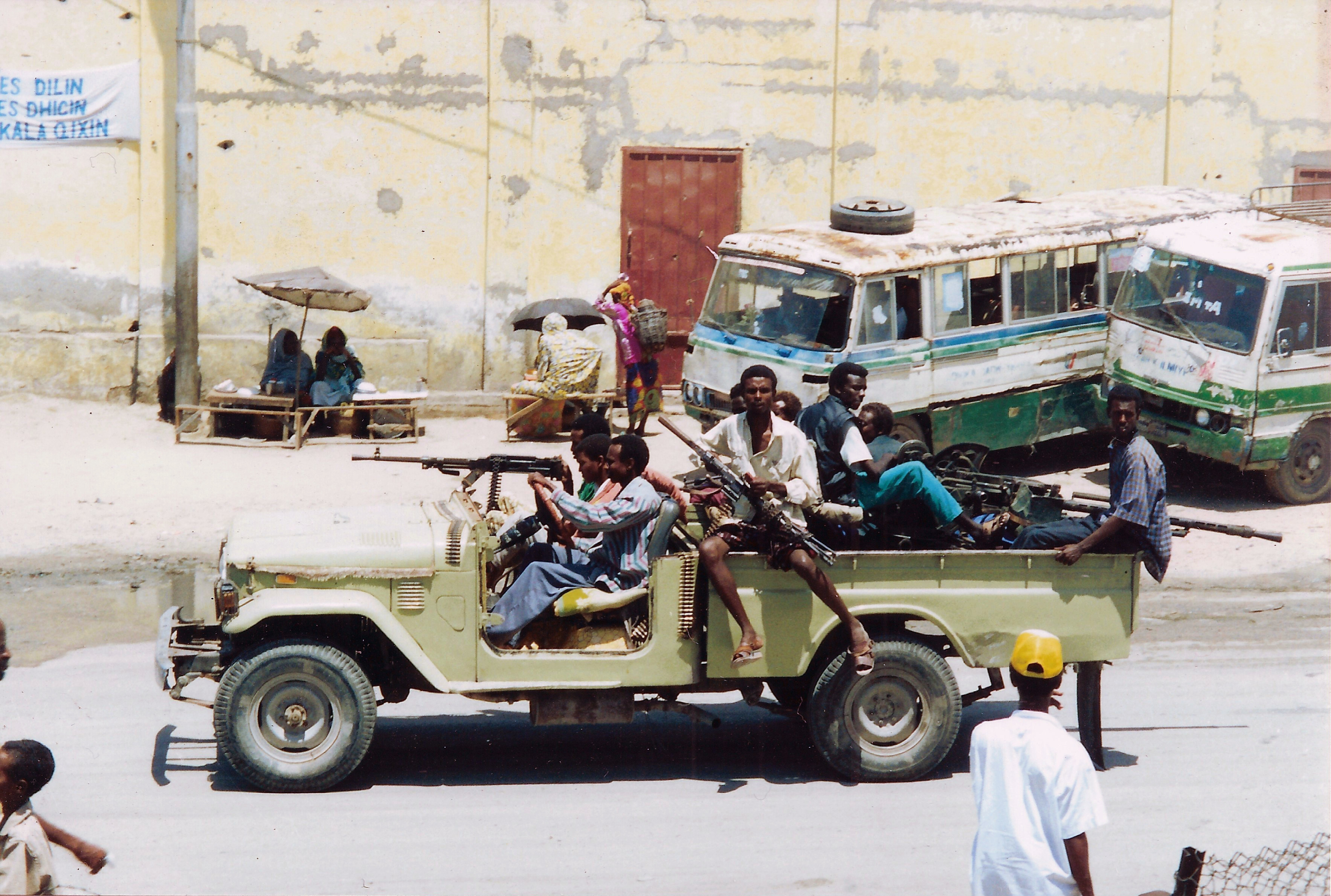
Fegyveresek Mogadishuban, 1992/1993.

Az Al-Shabaab iszlamista csoport zászlója

### Polgárháború
Az 1990-es évek elején polgárháború tört ki, északi részei (Szomáliföld, Puntföld és Jubaföld) kinyilvánították függetlenségüket (amelyet sem a központi kormány, sem az ENSZ nem ismert el), a központi hatalom széthullott, a déli területeken állandósult a belviszály. Az 1990-es években volt olyan időszak, amikor a különböző hadurak közötti határok állandósultak, viszonylagos béke állt be. De a hadurak, illetve az általuk vezetett törzsek közti, Barre által is erősen szított mély gyűlölet és bizalmatlanság megakadályozta egy működőképes központi kormány szervezését. 2000-ben végül szerveztek egy ideiglenes központi szövetségi kormányt a rend helyreigazítására, az északi területek újraintegrálására, de ez még arra se volt képes, hogy a fővárost, Mogadishut birtokába vegye. Nyugatabbra, Baidoa városban rendezte be hivatalait.
A zűrzavaros körülmények kedveztek az iszlám szélsőségek térnyerésének. Az Iszlám Bíróságok Uniója (ICU) nevű szervezet milicistái 2006 elejére az ország déli részének jelentős vidékein magukhoz ragadták a tényleges kormányzást. Megromlott a viszonyuk az ideiglenes kormány mögött álló hadurakkal. A nézeteltérés a saría (iszlám jog) alkalmazása körül robbant ki. Az iszlám bíróságok megváltoztatták a társadalmi életet szabályozó törvényeket, betiltották a khat (amfetamin-szerű stimuláns anyagot tartalmazó növény) fogyasztását, a magatartás megváltoztatását követelték, szigorú erkölcsi törvényeket érvényesítettek. Betiltották a futballt, beleértve a tévéközvetítéseket is. Ez utóbbi intézkedést magában az ICU-ban sem tartották be. A hadurak megkíséreltek leszámolni az ICU-val, de vereséget szenvedtek. Csapataikat kiűzték Szomáliából, egész Dél-Szomália az ICU milicistáinak kezére került 2006 júniusára. Szeptemberben, amikor a Baidoában székelő kormány utolsó kikötője is az ICU kezére került, Etiópia beavatkozott. Páncélosok és modern légierő támogatásával harcoló csapatai december 8-án elfoglalták Mogadishut. Folytatták az ICU erőinek üldözését, és 2007 januárjában minden jelentősebb településről kiszorították az ICU milicistáit.
2006 és 2009 között új iszlamista militáns csoportokat szerveztek (Al-Shabaab, Jabhatul Islamiya, Hizbul Islam) és folytatták az átmeneti kormány erői és az etióp csapatok elleni harcot. Sikerült ellenőrzésük alá vonni az ország nagy részét. Mogadishuban is folytatódtak a harcok. Az átmeneti kormány továbbra is csak Mogadishut és Baidoát tartja ellenőrzése alatt.
A politikai helyzet Szomáliában továbbra is áttekinthetetlen, törzsi harcosok harcolnak a másik törzs harcosai ellen. A Sziad Barre rezsimje idején szerveződött frakciók megakadályozzák, hogy szilárd kormány alakuljon. Nincs működő központi kormány Sziad Barre rezsimjének összeomlása, a késő nyolcvanas, kora kilencvenes évek óta. Ennek nagy szerepe van a folyamatos káoszban és az 1989–1992-es polgárháborúban. Barre "oszd meg és uralkodj" taktikája következtében a nemzetségek között súlyos gyűlölet és bizalmatlanság alakult ki. Szomáliföldön szinte szóba sem jöhet az egyesülés, főleg mert Barre felelős ottani népirtásokért, amelyekben több tízezer ember életét oltották ki és rengeteg települést romboltak földig (Hargeysát például Afrika Drezdájának nevezik a történtek után).

## Politika
Bár a Barre rezsim bukását követő polgárháború komoly gazdasági nehézségeket okozott Szomáliának, az ország 2012 óta központi politikai vezetéssel rendelkezik, melyet a nemzetközi közösség is elismer. A 2017-es politikai választások sikeresen zajlottak az országban, mely évtizedes küzdelmek után elindult a fejlődés útján.
Az egykori brit gyarmat területén található Szomáliföld 1991-ben kiáltotta ki függetlenségét. A Szomáliföld Köztársaság saját parlamenttel rendelkezik, a gazdasága stabil, s a polgárháború véres eseményei elkerülték. Bár a terület politikai vezetése törekszik arra, hogy Szomáliföldet önálló államként ismerjék el, az Egyesült Nemzetek Szervezete továbbra is Szomália részének tekinti azt.
A továbbiakban Puntföld és Jubaföld is egyoldalúan bejelentette a függetlenségét, de végül ezen területen úgy döntöttek, hogy az ország föderatív átalakítása mellett visszatérnének Szomáliához. A szeparatizmus ellenben nem ért véget, mert 2008-ban az ún. Északi föld (Northland) is kinyilvánította függetlenségét, de a parlamentje egy éven belül feloszlott.
A megoldást nehezíti, hogy Szomáliföld, amely nemcsak, hogy továbbra is elszakadási törekvéseket folytat, de határvitája van egyes szomszédos országokkal, sőt Szomálián belül magával Puntfölddel is, a szomszédos tartománnyal. A két ország határai továbbra sem tisztázottak, így Szomália esetleges föderalizálása esetén is meg kellene tárgyalni a két szövetségi állam határait.

### Államforma
Szomália jelenlegi államformája szövetségi köztársaság.

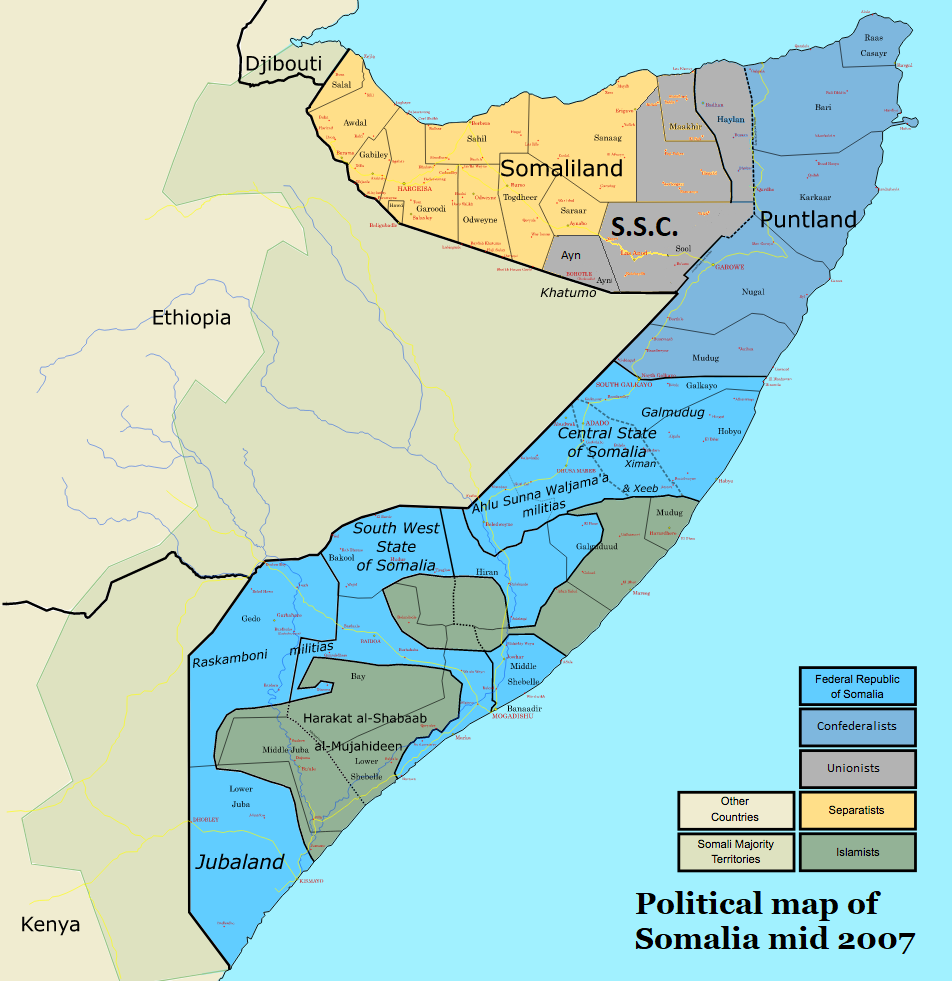
Szomália politikai megoszlása (2017).
2016-ban Szomália elméletileg 6 regionális államra osztható:
Puntföld (Puntland),
Szomáliföld (Somaliland),
Galmudug (Central State),
Délnyugati Állam (South West State),
Hirshabelle,
Dzsubaföld (Jubaland)

### Jogrendszer
Négy hagyományon alapszik : 
- xeer (wd) - a szomáli szokásjog íratlan szabályai
- precedens-alapú angolszász jogrendszer,
- a kontinentális olasz jogrendszer,
- saría - iszlám vallásjog

Szomáliföldön a jogrendszer alapja a szomáli szokásjog és iszlám saría. Az iszlám jognak ellentmondó törvények érvénytelenek.

### Közigazgatási beosztás
| Szomália régiói                             | Régiók: 1. Awdal Szomáliföld 2. Bakool 3. Banaadir 4. Bari Puntföld 5. Bay 6. Galguduud 7. Gedo 8. Hiiraan 9. Jubbada Dhexe 10. Jubbada Hoose 11. Mudug Puntföld 12. Nugaal Puntföld 13. Sanaag Szomáliföld 14. Shabeellaha Dhexe 15. Shabeellaha Hoose 16. Sool Szomáliföld 17. Togdheer Szomáliföld 18. Woqooyi Galbeed Szomáliföld |
| Szomália országrészei: Szomáliföld Puntföld | Régiók: 1. Awdal Szomáliföld 2. Bakool 3. Banaadir 4. Bari Puntföld 5. Bay 6. Galguduud 7. Gedo 8. Hiiraan 9. Jubbada Dhexe 10. Jubbada Hoose 11. Mudug Puntföld 12. Nugaal Puntföld 13. Sanaag Szomáliföld 14. Shabeellaha Dhexe 15. Shabeellaha Hoose 16. Sool Szomáliföld 17. Togdheer Szomáliföld 18. Woqooyi Galbeed Szomáliföld |

### Védelmi rendszer
Szomália hadereje a szárazföldi erőkből, haditengerészetből, a légierőből valamint a légvédelemből állt 1991-ig. A szomáliai polgárháború kitörése után de facto feloszlott az ország hadserege. Ugyanakkor a kormány folyamatosan építi újra és fejleszti a hadsereget, melyért 2004 óta a védelmi minisztérium a felelős. Szomáliföld és Puntföld helyi kormányzósága a saját hadseregét felügyeli.

## Népesség

### Népességének változása
| Lakosok száma | 2 756 380 | 3 144 244 | 3 490 295 | 5 289 049 | 6 113 252 | 6 321 615 | 6 481 035 | 7 825 924 | 9 140 259 | 11 031 386 |
|               | 1960      | 1966      | 1972      | 1978      | 1984      | 1990      | 1996      | 2002      | 2008      | 2017       |

### Főbb települések
A legnagyobb agglomerációs település a főváros, Mogadishu. Ott az ország lakosságának mintegy 20 százaléka koncentrálódik. 
A további legnagyobb városok nagy része északon találhatók, Szomáliföldön, és Puntföld északi részén: Hargeysa, Boosaaso, Burao (Burco), Berbera.

### Nyelvek
Az országban 1972 óta a szomáli a hivatalos nyelv, de beszélik még az arabot (főleg Szomáliföldön és Puntföldön), továbbá sokan az angolt, néhol pedig az olaszt is.

### Etnikai csoportok
A lakosság 85%-a szomáli, 15%-a pedig egyéb népcsoporthoz (bantu és más nem-szomáli) tartozik. 

### Vallás
Szomáliában az uralkodó vallás az iszlám (kb. a lakosság 99,8%-a), ennek is a szunnita ága. A szúfizmus, az iszlám misztikus irányzata szintén sok hívet vallhat magának.

### Egyéb adatok
- Városi népesség aránya: a teljes népesség 39,6%-a (2015) [28]
- Születéskor várható élettartam: 52,4 év - férfiaknál 50,3 , nőknél 54,5 év. (2016-os becslés) [28]
- Népességnövekedés: 1,92% (2016-os becslés) [28]

## Gazdaság

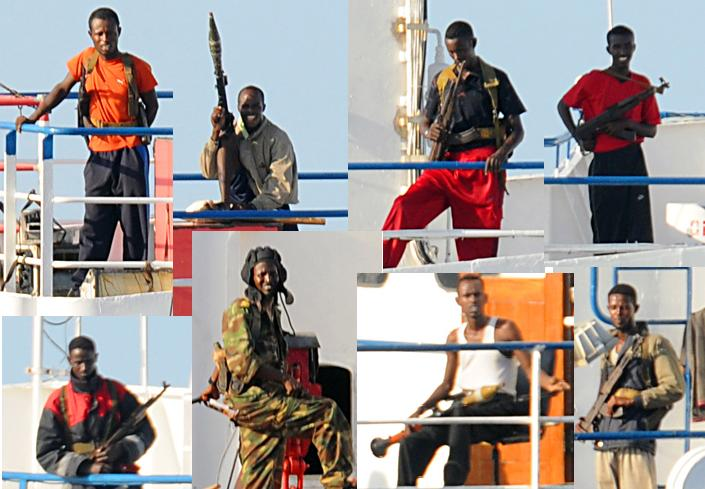
Fotómontázs szomáliai kalózokról az MV Faina teherhajó fedélzetén

Az ország gazdasága a felkelések, a polgárháború, az anarchia és a hatékony központi kormányzás hiányának ellenére is működik, és az afrikai körülményekhez viszonyítva képes egy magas életszínvonalat biztosítani nem csak a haduraknak és a kalózoknak, de az átlagember nagy részének is. A mezőgazdaság és állattenyésztés a legfontosabb ágazat (főleg az utóbbi), ahonnan a GDP 40%-a és az export bevételének több mint fele származik.  Afrika országai közül itt a legnagyobb a népesség számához viszonyított állatállomány. 

### Mezőgazdaság
Fő termények: banán, cirok, köles, kukorica, rizs, cukornád, mangó, kókuszdió, szezámmag, bab.   Földművelés az éghajlati adottságok miatt csak az ország töredékén folyik. Nevezetes terménye még a tömjén és a mirha, ezekből a termékekből innen látják el a világpiacot.
A 2000-es években nőtt a faszén termelése is.
A lakosság nagy része nomád állattenyésztéssel (teve, juh, kecske) foglalkozik. Szomália a világ első számú tevetenyésztője. Az állati termékek adják a kivitel több mint 50%-át.

### Szolgáltatások
- Telekommunikáció: a szomáliai telekommunikációs szektor rendkívül fejlett, s az ország gazdaságának egyik legerősebb ágazata.[33][34]
- Pénzügyi transzfervállalatok: A szomáliai Dahabshiil az egyik legnagyobb pénzügyi tranzakciókat lebonyolító vállalat Afrikában.[33]

### Ipar
Jelentősebb iparágak: könnyűipar, cukorfinomítás, halfeldolgozás, textilipar,  cement-, hullámbádog-, festék- és cigarettagyártás.
Az ipara lassan feltámad; hús- és halkonzerv, zöldség- és gyümölcskonzerv gyártó üzemek, nyomdák, malmok, tésztagyárak létesülnek.
Ásványkincsei jelentős készletekkel rendelkeznek (urán-, vas- és színesfémércek, gipsz) de egyelőre, a 2010-es évek elején még kiaknázatlanok.

### Kereskedelem
Külkereskedelem
- Főbb importtermékek: iparcikkek, kőolajtermékek, textília, élelmiszerek, cigaretta, építőanyagok.
- Főbb importpartnerek 2019-ben [28]:  Egyesült Arab Emírségek 32%, Kína 20%, India 17%, Törökország 7%
- Főbb exporttermékek: élőállat, nyersbőr, szezámmag, hal, faszén, fémhulladék.
- Főbb exportpartnerek 2019-ben [28]:  Egyesült Arab Emírségek 47%, Szaúd-Arábia 19%, India 5%, Japán 5%

### Egyéb ágazatok
- Halászat, sópárlás. A halfogás nagy részét exportálják. [16]
- Kalózkodás (lásd: szomáliai kalóztámadások)

## Közlekedés

### Vasút
Az országban nincs vasúthálózat. Az 1910-ben épített hálózatot a britek elbontották az 1940-es években. Nyomtávja 950 mm volt.

### Légi
Légi közlekedése az 1989-es kormányváltást követően indult fejlődésnek. Ma mintegy 15 légitársaság több mint 60 repülőgéppel szállít utasokat 6 nemzetközi és számos belföldi repülőtérre. Szomáliában 65 repülőtér található. A 7 aszfaltozott repülőtér közül 4-nek hosszabb a kifutópályája 3000 m-nél. A nem aszfaltozott repülőterek jellemzően 900 – 1500 m hosszúak.
A nemzetközi forgalmú repülőterek: Mogadishu, Hargeysa, Berbera, Kismaayo.

### Vízi
Bár az ország nem rendelkezik jelentős saját tengeri flottával, az ágazat azonban 1991 óta folyamatosan fejlődik. A legfontosabb kikötőkben, Bosasóban és Berberában zajlott az összes kelet-afrikai kecskeexport 95%-a, valamint a birkaexport 52%-a 1999-ben. További fontos tengeri kikötő még Kismaayo, Merka és Mogadishu.

### Közúti
A közúthálózat teljes hossza 22 100 km, melyből 2608 km burkolt (2000). Nagyrészt burkolt, elsőrendű utak hálózata köti össze az ország nagyvárosait. A maradék több mint 19 ezer km-nyi úthálózatnak csak 10%-a van használható (jó) állapotban.
A terep járhatósága az időjárástól függ. Az év nagy részében, a száraz időszakokban az ország majdnem egész területe járható. Csak az északi hegyvidék meredek lejtői és az északi partot szegélyező sziklafal jelenthet komoly akadályt. A déli részen az esős évszakban a gyalogos mozgást a folyók órákra vagy napokra korlátozhatják ugyan, de nagyobb akadályt csak a Dzsubba és a Shabelle folyók képeznek.
A külföldi látogatók Szomálián belül csak szervezett, fegyveres konvojok keretében tudnak mozogni. Az utakon egymást érik a fegyveres ellenőrző pontok.

## Telekommunikáció
| Hívójel prefix | T5, 6O |
| ITU zóna       | 48     |
| CQ zóna        | 37     |

## Kultúra

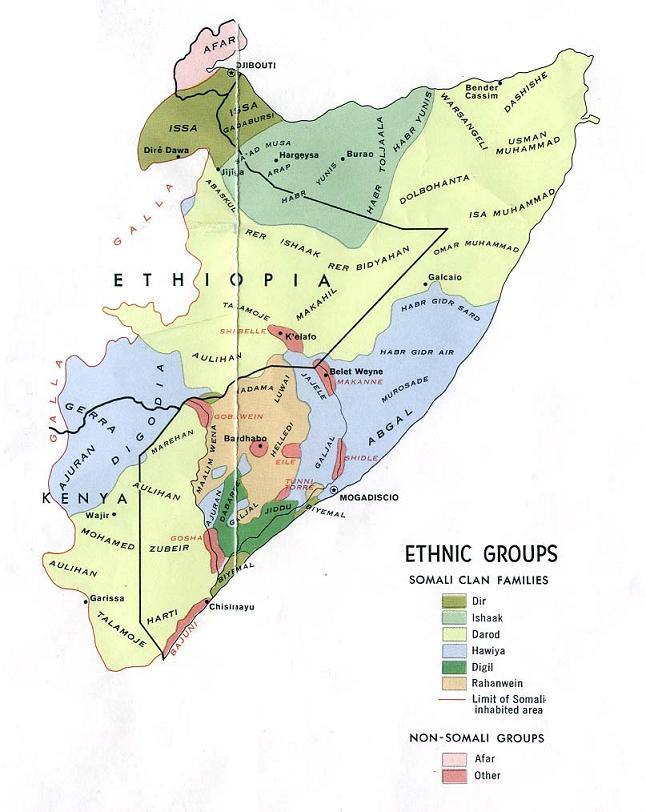
Szomália és térségének klánjai és törzsei

Az iszlám vallásnak jelentős szerepe van a kulturális életben, különösen az oktatásban.
Az elmúlt évtizedek háborúinak köszönhetően a városokban a műemlékek csaknem teljes hiánya tapasztalható.
A szomáli etnikumok közötti keveredés ritka: a lakosok a más etnikumhoz tartozókat alacsonyabb rendűnek tartják, és kivételesen, ritkán kötnek velük házasságot. 
Az ország nagy részét uraló Al-Shabaab környezetvédelmi okokból 2018-ban betiltotta a nejlonszatyrok használatát. Ezen kívül a csoport még tiltja a nyugati zenét, a mozit és a műholdas adóvevőt is az általa ellenőrzött területeken.

### Klánok
A szomáli társadalom alapját a törzsek képezik, a törzseken belül a klánok.
A társadalom ma is a klánrendszeren alapul, melynek kulturális és politikai jelentősége is óriási. A klánba tartozás apai ágon öröklődik, a nagyobb klánok további alklánokra, azok esetleg kisebb csoportokra oszlanak.
A legnagyobb klánok, részarányuk és lakóhelyük:
- Hawiye (25%): Szomália középső területei Mogadishuval, Kenya északkeleti része, Etiópia déli területei
- Darod (20%): Szomália északkeleti és déli része, Etiópia keleti területei
- Isaaq (22%): Szomália északnyugati része (Szomáliföld)
- Rahanweyn (17%): Szomália középső-nyugati része
- Dir (7%): Szomália északnyugati csücske
- Digil (3%): Szomália középső-déli része

### Oktatási rendszer
Nincs egységes iskolarendszer, de valamilyen oktatás mindenhol van. Nem kormányzati szervezetek, magánszemélyek és vallási szervezetek, helyi és nemzetközi szervezetek különféle tandíjas vagy ingyenes iskolákat működtetnek. 

### Hagyományok
- Női nemi szervek megcsonkítása

### Gasztronómia

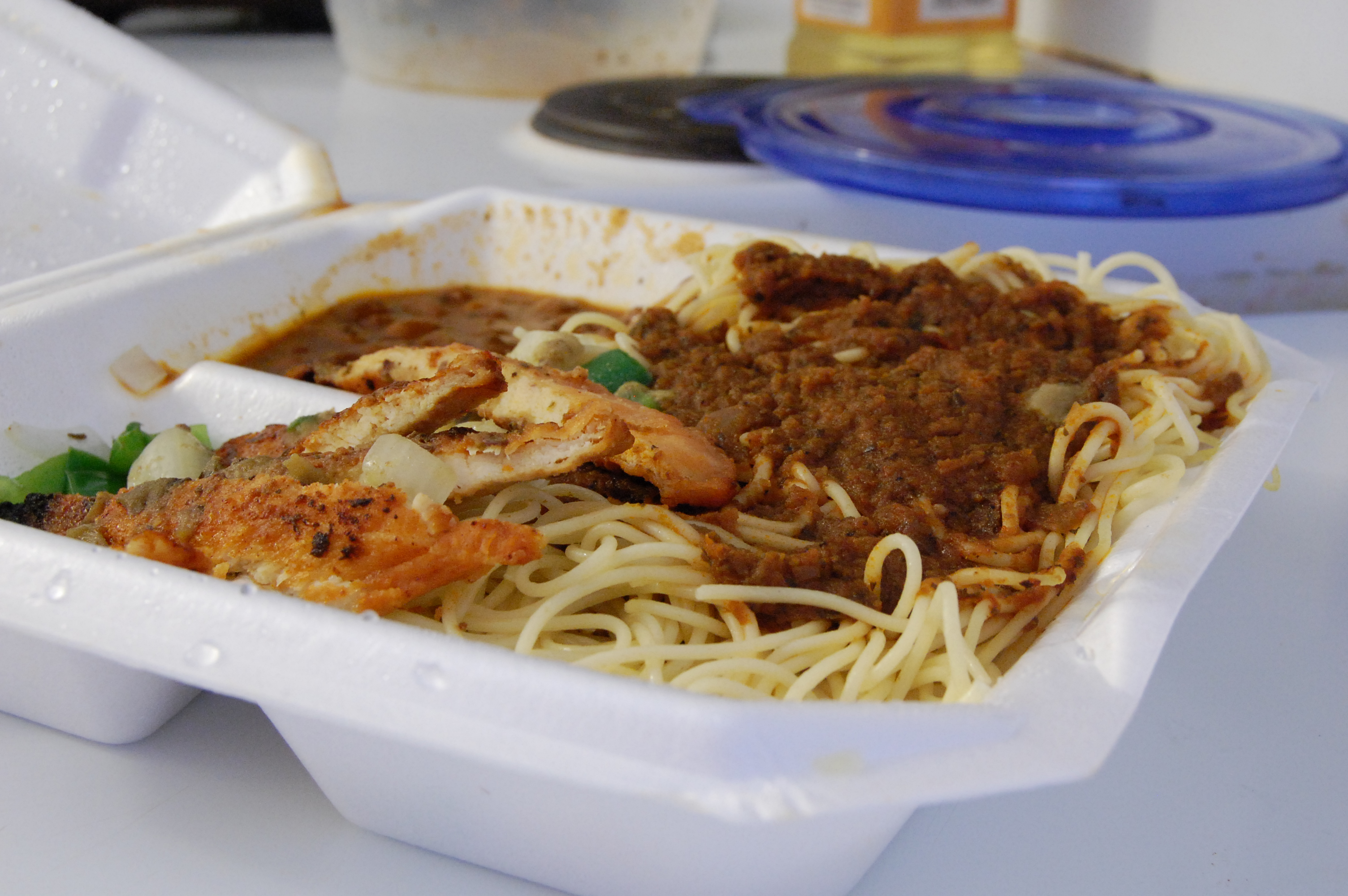
Szomáliai spagetti csirkével.

A reggelit hagyományosan teával indítják. A teát egész tealevelekből főzik, a lefőzés után a levelekből pedig ételt csinálnak gyömbér, kardamom és fahéj valamint tej hozzáadásával. Esznek továbbá palacsintához hasonló kenyeret, a lahohot vagy kandzsirót, amelyhez méz vagy olíva- esetleg szezámolaj jár, de fogyasztanak még mellé marhamájat vagy kecskehúst is.
Ebédre rizses vagy tésztás ételek kerülnek az asztalra, utóbbiak némelyike olasz eredetű. Szomáliában is fogyasztanak spagettit, amelyhez gyakran adnak rizst. A rizses spagettit a két különféle étel egyesülésére utalva föderáció-nak nevezik. Arab eredetű a hummusz nevű csicseriborsó leves.
Desszerteket gyakran készítenek kókuszból.

## Ünnepek
| dátum                      | név                                  | helyi név                  |                            |
| a gregorián naptár alapján | a gregorián naptár alapján           | a gregorián naptár alapján | a gregorián naptár alapján |
| -------------------------- | ------------------------------------ | -------------------------- | -------------------------- |
| Jan 1                      | Újév                                 |                            |                            |
| Máj 1                      | A munka ünnepe                       |                            |                            |
| Jún 26                     | Brit Szomáliföld függetlensége       |                            |                            |
| Júl 1                      | Nemzeti ünnep - függetlenség (1960)  |                            |                            |
| az iszlám naptár alapján   |                                      |                            |                            |
| 12 Rabi'-ul-Awwal          | Mohamed pr. születésnapja            | Mawlid Nabi                |                            |
| 27 Rajab                   | Mohamed felemeltetése                | Mi'raaj Nabi               |                            |
| 1 Shawwal                  | a böjt megtör. ünnepe - ramadán vége | Eid ul-Fitr                |                            |
| 10 Dhul Hijja              | Áldozati ünnep                       | Eid Al Adha                |                            |
| 1 Muharram                 | iszlám újév                          |                            |                            |
| 10 Muharram                | Ásúrá                                |                            |                            |

### Fordítás
- Ez a szócikk részben vagy egészben  a   Somalia című angol Wikipédia-szócikk fordításán alapul.  Az eredeti cikk szerkesztőit annak laptörténete sorolja fel. Ez a jelzés csupán a megfogalmazás eredetét és a szerzői jogokat jelzi, nem szolgál a cikkben szereplő információk forrásmegjelöléseként.
- Ez a szócikk részben vagy egészben  a   Somali people című angol Wikipédia-szócikk fordításán alapul.  Az eredeti cikk szerkesztőit annak laptörténete sorolja fel. Ez a jelzés csupán a megfogalmazás eredetét és a szerzői jogokat jelzi, nem szolgál a cikkben szereplő információk forrásmegjelöléseként.